# 青色申告
青色申告（あおいろしんこく）とは、税務署長の承認を受けて、一定の帳簿書類を備え付けて正規の簿記もしくは簡易簿記に基づいて帳簿を記載し、その記帳から所得税又は法人税を計算して申告することである。青色申告ではない申告方法は白色申告と呼ばれる。

## 概要
もともと青色の申告用紙を使用して申告することからこの名があるが、2001年（平成13年）以降の所得税申告書は青色ではなくなっている。法人税申告書では表紙（OCR用紙を除く別表一）が現在でも青色である。しかし各税法上で青色申告の規定があり、実務上でも青色申告と呼ばれている。
1949年（昭和24年）8月に発表された日本税制報告書（いわゆる「シャウプ勧告」）にもとづいて施行された、青色申告制度に由来する。当時コロンビア大学の教授だったカール・シャウプが、約4ヶ月にわたり日本国内を視察中「日本人は青色をどのような感じで受け止めるのでしょうか。」とある日本人に聞いたところ、「青色は気持ちのよい色です。青空のようにすっきりとした色ですからね。」という答えが返ってきたところから、青色にしたと伝えられている。
政府は、帳簿書類の備付けを促し、申告納税制度を普及する目的から、青色申告を奨励しており、租税特別措置法などにおいて各種特典を設けている。

## 青色申告ができる者
不動産所得・事業所得・山林所得（通称：不事山＝フジサン）を持つ個人事業主と株式会社などの法人が、各承認申請期限までに所管税務署長の承認を受けてすることができる（所得税法第143条、法人税法第121条）。過去に青色申告の取消を受けたなどの場合でない限り、下記申請期限までに承認申請書を提出すれば青色申告が承認される。
青色申告の承認を受けた納税者は、所定の帳簿の備付けと記帳義務を負う。
なお一度承認を受けても、帳簿等の記帳保存義務を守らなかったこと、相当な虚偽の記帳をしたこと、申告書を期限内に提出しなかったこと（法人税のみ）などに該当するときは、青色申告の承認が取り消されることがある。

## 青色申告の承認申請期限

### 個人
個人の場合、青色申告書による申告をしようとする年の3月15日まで（その年の1月16日以後、新たに事業（業務）を開始した場合には、その事業の開始日から2月以内）。ただし、青色申告の承認を受けていた被相続人の事業を相続により承継した場合は、相続開始を知った日（死亡の日）の時期に応じて、それぞれ次の期間内とされる。
- その死亡の日がその年の1月1日から8月31日までの場合には、死亡の日から4か月以内
- その死亡の日がその年の9月1日から10月31日までの場合には、その年の12月31日まで
- その死亡の日がその年の11月1日から12月31日までの場合には、その年の翌年の2月15日まで

上記の提出期限が土・日曜日・祝日等に当たる場合は、これらの日の翌日が期限になる。

### 法人
法人の場合、青色申告によって申告書を提出しようとする事業年度開始の日の前日まで（この期限が休日等に当たる場合は、休日等の前日が提出期限）。
ただし、普通法人又は協同組合等の設立の日の属する事業年度の場合は、設立の日以後3月を経過した日と当該事業年度終了の日とのうちいずれか早い日の前日までとされる（この期限が休日等に当たる場合は、休日等明けの日が提出期限）。

## 青色申告の特典（個人）

### 所得税の青色申告特別控除
下記2種類のどちらを選択する。原則的な記帳法は正規の簿記である。
1. 正規の簿記：「正規の簿記の原則」による記帳を行っている、不動産所得者（事業的規模）と事業所得者に対する65万円（2020年分以後で電子申告又は電子帳簿保存[注釈 1]を行わない青色申告者は、55万円）特別控除
2. 簡易簿記：正規の簿記の原則に至らないが簡易な帳簿による記帳を行っている者（不動産所得者、事業所得者、山林所得者）に対する10万円特別控除

一般的には、正規の簿記とは複式簿記を指し、貸借対照表および損益計算書を作成（添付）する。期限内申告を前提とする。
簡易簿記では、貸借対照表を作成する必要は無い。簡易簿記は、国税庁の『帳簿の記帳のしかた』に記載すべき内容の詳細が書いてある。簡易簿記では以下の5種の帳簿を作成する必要がある。
1. 現金出納帳 - 現金の出し入れを記載
2. 売掛帳
3. 買掛帳 - 仕入れを記載
4. 経費帳 - 仕入れ以外の経費を記載
5. 固定資産台帳

今日では、事業主や家族・被用者が会計ソフトを使用して、記帳の手間が昔より減った。
基本的に、帳簿や決算関係書類、現金預金取引等関係書類の保存は7年間求められ、その他の書類は5年間保存する必要がある。
| 記帳法                                                                        | 最高額                   | 所得区分（添付書類）                                            |
| ----------------------------------------------------------------------------- | ------------------------ | --------------------------------------------------------------- |
| 複式簿記で電子帳簿保存（税務署の事前承認 又は優良な電子帳簿で特例適用の届出） | 65万円（現金主義10万円） | 不動産所得（事業的規模）又は事業所得 （貸借対照表・損益計算書） |
| 複式簿記で電子申告                                                            | 65万円（現金主義10万円） | 不動産所得（事業的規模）又は事業所得 （貸借対照表・損益計算書） |
| 複式簿記で上記以外                                                            | 55万円（現金主義10万円） | 不動産所得（事業的規模）又は事業所得 （貸借対照表・損益計算書） |
| 簡易簿記                                                                      | 10万円                   | 不動産所得、事業所得又は山林所得（損益計算書）                  |
| 非該当                                                                        | o円                      | 白色申告（収支内訳書）                                          |

### 少額減価償却資産特例
30万円未満の減価償却資産については、一定の要件のもとに、取得価額の全額を必要経費又は損金経理することが認められている。但し、取得した年分に使用が開始したものに限られ、年間累計額が300万円を上限とされる。

### 青色事業専従者給与
所得税では、同一生計家族に支払う給与は原則として必要経費として認められないが、青色申告者が青色事業専従者に支払う適正な給与は事前届出の範囲内で認められる（白色申告者には、事業専従者控除がある）。

### 貸倒引当金
所得税では、事業所得の遂行上生じた売掛金、貸付金などの貸倒損失の見込額として貸倒引当金の繰入（一括評価）が認められる。

### 純損失の繰越控除と繰戻し還付
個人の青色申告者の場合、純損失は翌年以降3年間の繰越が認められる。また前年も青色申告であれば、前年の所得税の繰戻し還付も受けられる。

### 現金主義による所得計算の特例
下記の条件を全て満たせば、発生主義ではなく現金主義で申告できる。発生主義では売掛金が発生した時点で所得に含めないといけないが、現金主義では入金があった時点で所得に含める。
1. 個人の青色申告である。
2. 不動産所得または事業所得である。山林所得ではない。
3. 2年前の不動産所得と事業所得が合計300万円以下である。
4. 「現金主義による所得計算の特例を受けることの届出書」を提出している。

なお、現金主義を採用すると、青色申告特別控除が10万円に減額される。

## 青色申告の特典（法人）

### 欠損金の繰越控除と繰戻し還付
法人の青色申告者の場合、欠損金の翌期以降、下記年数の繰越控除が認められる。また青色申告書を提出している資本金1億円以下の中小法人等であれば、直前1年以内の法人税の繰戻し還付ができる。
- 1950年の青色申告の制定当初は5年間
- 2002年3月以後開始事業年度分は7年間
- 2008年4月以後終了事業年度分は9年間
- 2018年4月以後開始事業年度分は10年間

### 少額減価償却資産の特例
中小企業者等が、取得価額が30万円未満である減価償却資産を年300万円まで全額損金に算入（即時償却）できる。

### 特別償却または税額控除
中小企業投資促進税制や中小企業経営強化税制など青色申告であることが条件となっている。
記帳法
青色申告法人の場合、正規の簿記のみが認められている。個人のような簡易簿記や青色申告特別控除はない。帳簿書類の保存は原則7年間求められる（欠損金が生じた事業年度分は10年間）。

## 推計課税での更正・決定の禁止
白色申告者の場合、税務調査の際帳簿等で所得の補足が出来ないときは、納税者の財産債務の増減や収支の状況、従業員数、同業他社との比較等の資料をもとに、税務署の推計により納税額等を決定できる（所得税法156条）。しかしながら、青色申告の場合は帳簿に基づいて決めるのでこれが禁止されている。ただし、その代わり、帳簿が無ければ白色申告に戻される。さらに、課税庁の課税処分への異議申し立て・救済手段としては、国税不服審判所長の裁決を仰ぐことができる。